# Marcial del Adalid y Gurréa
Marcial del Adalid y Gurréa (auch: Marcial Francisco Juan Bartolomé Adalid; * 24. August 1826 in A Coruña; † 16. Oktober 1881 Longora,  A Coruña) war ein spanischer, galicischer  Pianist und Komponist der Romantik. Er sammelte galicische Lieder und Melodien, bearbeitete sie und nahm sie in seine Werke auf.

## Leben
Marcial del Adalids Großvater und Vater waren Musiker. Über seine Mutter ist nichts bekannt. Den ersten Klavierunterricht erhielt er von Antonio Martì. 1840 ging er nach London und studierte vier Jahre Klavier bei Ignaz Moscheles. 1844 ging er nach Frankreich. Obwohl einige Quellen sagen, er hätte Klavierunterricht von Frederic Chopin erhalten, gibt es keinen Beweis darüber.  Sein Klaviermusik ist aber sehr von ihm beeinflusst. Auch Klavierunterricht bei Liszt wird diskutiert.
Nach seiner Rückkehr nach A Coruña reiste er häufig nach Madrid und Paris, um Aufführungen romantischer Literatur und Musik beizuwohnen und musikalische Kontakte zu pflegen. Zumindest bis 1868 hatte er noch Kontakte nach Madrid. 1847 komponierte er ein kleines Klavierwerk und führte es bei der Sociedad Artística y literaria de A Coruña auf. Zum Chopins Tod komponierte er 1849 die Improvisación Fantastica op. 17.
In der ersten Schaffensphase komponierte er vor allem Klavierwerke. In seiner zweiten Phase pflegte er einen wieder klassischeren Stil und widmete er sich der Klaviersonate und dem Streichquartett. Er komponierte aber auch Motetten, Märsche und Werke für Klavier und Violine. In einer letzten Schaffensperiode arbeitete er an seiner Oper Inés und Bianca, schrieb aber auch viele Lieder. 1871 veröffentlichte er seine erste Liedersammlung, 36 Lieder ohne Titel. Eine spätere enthält 60 Lieder, neu komponierte und Bearbeitungen der ersten Sammlung. Die Liedersammlung Maria, der Name seiner einzigen Tochter, enthält alle früheren Lieder und 25 neue Cantares y viejos e nuevos de Galicia [dt. „Alte und neue Lieder aus Galicien“]. Historisch bedeutsam ist sie, weil sie eine Renaissance des galicischen Liedes darstellt und half, in der Region eine Kompositionsschule zu etablieren. Seine Frau Fanny Garrido, eine Schriftstellerin und Dichterin schrieb die Texte zu vielen französischen und spanischen Liedern im Salonstil. Seine Werke wurden in Paris, Madrid, London und A Coruña publiziert.

## Werke (Auswahl)

### Oper
- Inés und Bianca. Drama lirico in 4 Akten. Libretto: Achille de Lauzières (italienisch)

### Werke für Orchester
- Marche funebre á la memoria de pio IX; für großes Orchester

### Kammermusik
- Streichquartett[Digitalisat 1]

### Werke für Gesang und Chor
- Ave Maria a 4 voces. Für vierstimmigen gemischten Chor[Digitalisat 2]
- Ave Maria, für Mezzosopran solo und Klavier oder Orgel, 1867[Digitalisat 3]
- Los toques de la oracion, Gebet für Sopran, Chor, Orchester und Harfe op. 5[4]
- Tantum ergo, 3 Motetten Nr. 1 op. 20, 1867.[5]

### Klavierwerke

#### Werke ohne Opuszahl
- Andante, Minuetto e Trio für Klavier zu vier Händen, publiziert bei Flaxland, Paris (Digitalisat der Biblioteca Digital Hispánica)
- Andante scherzoso con variaciones, für Klavier, publiziert bei Salazar, Madrid, 1860[6]
- Bluette, Romanza sin Parolas, als Manuskript[7]
- Galicia. Marcha triunfal, 1859[8]
- Herrmann, Polka für Klavier, 1856. publiziert bei Salazar und Martin in Madrid[9]
- 3 marches pour piano à quatre mains, um 1862 (Digitalisat der Biblioteca Digital Hispánica)
- Minuetto y Trio, 1856[10]
- La passionara, Polka für Klavier, publiziert bei Salazar und Martin, 1860[11]
- 6 romances sans paroles pour piano, Heft 1, um 1847: I Beaux jours passés! II Barcarolle III Chagrin d'amour IV La chasse (Souvenir d'Yriépal) V Mon rêve VI Marguerite (Digitalisat des ersten Heftes der Biblioteca Digital Hispánica)
- 6 romances sans paroles pour piano, Heft 2, um 1847 I Souvenir du foyer II Le départ III Loin de la patrie IV  2e. barcarolle V Regrets VI Résignation (Digitalisat des zweiten Heftes der Biblioteca Digital Hispánica)
- 6 romances sans paroles pour piano, Heft 4, um 1847: I Ne plus te voir! III Le temps passé IV Aveu IV (Dulces recuerdos) Berceuse V La ronde VI A la Maladetta. Souvenir des Pyrénées (Digitalisat des vierten Heftes der Biblioteca Digital Hispánica)
- Sonate für Klavier Es-Dur, publiziert bei Flaxland, Paris[12]
- Sonate für Klavier und Violine[13]
- Sonate für Klavier zu vier Händen G-Dur, publiziert bei Flaxland, Paris[14][15]
- Sonatine für Klavier zu vier Händen[16]
- Sonatine für Klavier zu vier Händen, 1867[17]
- Vals a capricho, 1856[10]

#### Werke mit Opuszahl
- Terpsichore, Polka für Klavier op. 6. 1849 (Digitalisat der Biblioteca Digital Hispánica)
- 6 romances sans paroles, Heft 3 op. 7 I Tourment caché  II Sérénade espagnole III Aubade IV Espoir V Souvenir VI Bluette (Digitalisat des Manuskriptes von Bluette der Biblioteca Digital Hispánica) (Digitalisat des dritten Heftes der Biblioteca Digital Hispánica)
- El lamento op. 9
- El último adiós [Der letzte Abschied] Elegíe für Klavier, op. 10, 1849[18]
- Valse brillante für Klavier ob. 12[19]
- Un recuerdo [Eine Erinnerung]. Andante gracioso für Klavier op. 14[20]
- Una noche de estío a la orilla del mar: Nocturno und Barcarole für Klavier op. 16, publiziert bei Flaxland, Paris, 1849[21]
- Improvisación fantástica, für Klavier op. 17 Homenage a la memoria de F. Chopin[22]
- 3me Valse brillante, für Klavier op. 22, publiziert bei Salazar, Madrid 1860 (Digitalisat der Biblioteca Digital Hispánica)
- Vier Scherzos für Klavier op. 24, publiziert bei Salazar, Madrid, 1860 (Digitalisat der Biblioteca Digital Hispánica)
- 3 Bagatelas caprichosas, für Klavier op. 26, Emilio Arrieta gewidmet, publiziert bei Martin, Madrid, 1860 I  Romanza senza parole II Andantino scherzoso III Alla tedesca (Digitalisat der Biblioteca Digital Hispánica)
- La Noche Ballada sin palabras, für Klavier op. 29, publiziert bei Salazar, Madrid 1860[23]
- Sonata fantastica op. 30, 1853. I Allegro molto –  II Adagio ma non troppo lento – III Presto scherzando.[24]
- Heures de loisir, Acht Valses a caprices, für Klavier op. 32, publiziert bei Martin und Salazar,  Madrid, 1860 I Moderato e tranquillo II Moderato e con espressivo III Vivace e con brio IV Moderato ma non troppo V Allegro con spirito VI Allegretto cantabile VII Vivace appassionato VIII Moderato. Publiziert bei Martin und Salazar, Madrid, 1860
- Proyecto de un Gran Trio, für Violine, Violoncello und Klavier op. 36[25]
- Love and mistery. Romance sans paroles, für Klavier op. 42[26]
- Loves 'tales, 3 pensées für Klavier op. 45, publiziert bei Martin und Salazar, 1860. I Allegro ma non troppo II Moderato e molto espressivo III Con motlo e cantabile[27]
- Gratitud. Nocturno für Klavier op. 47, publiziert bei Martin und Salazar, 1860[28]
- 4ème. Valse brillante, für Klavier op. 48 (Digitalisat der Biblioteca Digital Hispánica, Digitalisat der Biblioteca Digital Hispánica)
- Recueil [Sammlung] von 3 Romances sans paroles [Liedern ohne Worte] op. 49;
- Soirées d’automne à la ferme [Herbstabende auf dem Bauernhof]: 6 romances (sans paroles)[29]

### Werke für Violine und Klavier
- Scene cantande, für Klavier und Violine, dem Geiger Jesus Monasterio gewidmet[30]

### Lieder
- Cantares viejos y nuevos de Galicia. I Soedades –  II A compana – III Magoas do corazon – IV Queixas – V Canto de Berce – VI A la la. 1877[31]

## Einspielungen
- Marta Almajano. Del Amor... Marta Almajano, Sopran. Michel Kiener, Klavier. Harmonia Mundi Barcelona, 2002
- Marcial del Adalid : obra para piano. Vol. I; Miguel Álvarez-Argudo, Klavier.
- Marcial del Adalid. El Piano Romántico. Mario Prisuelos, Klavier. Universal, 2015

## Digitalisate
1. ↑  Streichquartett als Digitalisat in der Biblioteca Digital Hispánica der Biblioteca Nacional de España
2. ↑  Ave María a 4 voces als Digitalisat in der Biblioteca Digital Hispánica der Biblioteca Nacional de España
3. ↑  Ave Maria, für Mezzosopran solo und Klavier oder Orgel, 1867 als Digitalisat in der Biblioteca Digital Hispánica der Biblioteca Nacional de España